# ایرا لوسکو
ایرا لوسکو (به انگلیسی: Ira Losco) (زاده ۳۱ ژوئیه ۱۹۸۱) خواننده مالتی است.
او در مسابقه آواز یوروویژن ۲۰۰۲ و مسابقه آواز یوروویژن ۲۰۱۶ نماینده مالت بود .